# Mornington Peninsula (LGA)
Shire of Mornington Peninsula is een Local Government Area (LGA) in Australië in de staat Victoria. Het maakt deel uit van de agglomeratie van Melbourne. Shire of Mornington Peninsula telt 148.394 inwoners. Het bestuur zetelt in Rosebud.